# Gråkantat glansfly
Gråkantat glansfly (Deltote uncula) är en fjärilsart som först beskrevs av Carl Alexander Clerck 1759.  Gråkantat glansfly ingår i släktet Deltote, och familjen nattflyn. Arten är reproducerande i Sverige.